# Centre culturel Aberdeen
Le Centre culturel Aberdeen est un organisme à but non lucratif situé au 140, rue Botsford à Moncton, au Nouveau-Brunswick, Canada. Établi en 1986, il sert de pépinière pour les arts et la culture en Acadie.

## Historique du bâtiment
Construit en 1898, l'édifice abritait à l'origine l'Aberdeen High School, la première école secondaire de Moncton, nommée en l'honneur de Lord Aberdeen, gouverneur général du Canada à l'époque. En 1915, un incendie détruisit le bâtiment, qui fut reconstruit en 1916 selon les plans de l'architecte F. Neil Brodie de Saint-Jean. Ce bâtiment est un exemple bien préservé du style architectural néo-grec, caractérisé par sa maçonnerie en brique rouge et ses détails en terre cuite. Abandonné à la fin des années 1970, il a été revitalisé en 1986 pour devenir le Centre culturel Aberdeen.

## Mission et activités
Le Centre culturel Aberdeen se consacre à la création, la production, la diffusion et la promotion des arts en Acadie. Il abrite plusieurs organismes culturels, dont le Festival international du cinéma francophone en Acadie (FICFA), le Festival Frye, Les Productions DansEncorps, l'Atelier d'estampe Imago, Satellite Théâtre ainsi que la Galerie Sans Nom.
Le Centre culturel Aberdeen est doté d'une salle de spectacle (la salle Bernard-LeBlanc) ainsi que la Galerie Françoise Chamard-Cadieux.
En plus d'héberger des artistes pratiquant diverses disciplines, le centre culturel contient aussi un centre éducatif de la petite enfance ainsi qu'un centre de garde après classe.

## Rôle dans la communauté
Le Centre culturel Aberdeen joue un rôle central dans le développement des arts visuels et médiatiques en Acadie. Il maintient un lien avec le patrimoine et l'histoire de la région tout en adoptant une vision contemporaine de l'Acadie. Le Centre est également l'instigateur et le responsable du Festival Acadie Rock, contribuant à l'essor de la scène artistique locale.
En 2024, Annie France Noël a été nommée présidente du conseil d'administration du Centre culturel Aberdeen, apportant une nouvelle perspective à la gouvernance de l'institution.
Le Centre continue d'être un lieu de rencontre dynamique entre les artistes et le public, favorisant l'innovation et la diversité culturelle en Acadie.

## Levée de fonds annuelle
Le Centre culturel Aberdeen organise chaque année un encan d’art, un événement majeur de collecte de fonds visant à soutenir les activités culturelles et le développement artistique du centre. Cette vente aux enchères met en lumière des œuvres d’artistes locaux, acadiens et canadiens, couvrant diverses disciplines telles que la peinture, la photographie, la sculpture et l’art numérique.
L’encan annuel permet non seulement de financer les initiatives du Centre, mais aussi d’offrir une vitrine aux artistes émergents et établis de la région. Les œuvres sont généralement exposées à la Galerie Sans Nom avant l’événement, permettant au public de découvrir la sélection avant la mise en vente.
L’événement attire un large public, incluant des collectionneurs, des amateurs d’art et des mécènes culturels. Il contribue également à renforcer le rôle du Centre culturel Aberdeen comme acteur clé du soutien à la création artistique en Acadie.